# Steve Bent
Steve Bent (* 9. April 1961 in London) ist ein ehemaliger britischer Radrennfahrer.

## Sportliche Laufbahn
Bent war Straßenradsportler und Teilnehmer der Olympischen Sommerspiele 1984 in Los Angeles. Er bestritt mit Paul Curran, Adrian Timmis und Mark Noble die Mannschaftsverfolgung. Der britische Bahnvierer kam auf den 12. Rang. In der Einerverfolgung schied er in der Qualifikationsrunde aus.
1983 wurde er in der nationalen Meisterschaft im Steherrennen Zweiter hinter Andy Hurford.
Auf der Straße gewann er einige nationale Rennen und wurde 1982 Zweiter im Etappenrennen Tour of Norfolk hinter Steve Lawrence.  